# جوناثان شيس
جوناثان شيس هو سياسي أمريكي، ولد في 22 يوليو 1829 في فول ريفر في الولايات المتحدة، وتوفي في 30 يونيو 1917 في بروفيدنس في الولايات المتحدة. نشط حزبياً في الحزب الجمهوري.

## مناصب
- انتخب عضو مجلس الشيوخ الأمريكي [الإنجليزية]‏ عن دائرة Rhode Island Class 2 senate seat ‏ وقد انضم خلال فترته النيابية [الإنجليزية]‏ (4 مارس 1889 – 9 أبريل 1889) للكتلة البرلمانية الحزب الجمهوري.
- انتخب عضو مجلس الشيوخ الأمريكي [الإنجليزية]‏ عن دائرة Rhode Island Class 2 senate seat ‏ وقد انضم خلال فترته النيابية [الإنجليزية]‏ (4 مارس 1887 – 4 مارس 1889) للكتلة البرلمانية الحزب الجمهوري.
- انتخب عضو مجلس الشيوخ الأمريكي [الإنجليزية]‏ عن دائرة Rhode Island Class 2 senate seat ‏ وقد انضم خلال فترته النيابية [الإنجليزية]‏ (4 مارس 1885 – 4 مارس 1887) للكتلة البرلمانية الحزب الجمهوري.
- انتخب عضو مجلس الشيوخ الأمريكي [الإنجليزية]‏ عن دائرة Rhode Island Class 2 senate seat ‏ وقد انضم خلال فترته النيابية [الإنجليزية]‏ (20 يناير 1885 – 4 مارس 1885) للكتلة البرلمانية الحزب الجمهوري.
- انتخب عضو مجلس ولاية رود آيلاند ‏.
- انتخب عضو مجلس النواب الأمريكي.
- انتخب عضو مجلس الشيوخ الأمريكي [الإنجليزية]‏.